# Galassia a bassa luminosità superficiale
Una galassia a bassa luminosità superficiale (in inglese "Low Surface Brightness galaxy", abbreviato "LSB galaxy") é una galassia diffusa la cui luminosità, osservata dalla Terra, risulta inferiore di almeno una magnitudo rispetto al cielo notturno circostante. Peraltro la riduzione di luminosità può essere anche fino a 250 volte.
Furono teorizzate nel 1976 da Michael John Disney, ma la prima galassia LSB fu scoperta nel 1986; si trattava della Malin 1 che era anche la prima galassia LSB gigante nota nonché, per l'epoca, la più grande galassia a spirale conosciuta.

## Caratteristiche
Le galassie LSB abbracciano un'ampia gamma di dimensioni e masse, appartenendo in maggior parte alla categoria delle galassie nane.
Le galassie LSB possono essere ordinate in almeno quattro tipologie:

1. di dimensioni grandi, talora enormi come Malin 1, che può essersi formata a seguito di un evento cosmico catastrofico, e Malin 2;

2. galassie a bassa luminosità superficiale con luminosità totale paragonabile a quelle di normali galassie a spirale;

3. galassie nane a bassa luminosità superficiale in una gamma comprendente galassie nane irregolari (dIrr V), galassie nane spirali (dS V) e galassie nane sferoidali (dSph);

4. galassie simili a NGC 4411A e NGC 4411B nelle quali il gas può essere stato rimosso da fenomeni di ram pressure stripping. 
La loro bassa luminosità comporta grandi difficoltà a rilevarle con i mezzi attualmente a disposizione e si pensa che le galassie LSB possano ammontare al 50% circa di tutte le galassie esistenti. La causa della bassa luminosità è legata al fatto che la materia barionica è prevalentemente sotto forma di idrogeno neutro piuttosto che stelle mentre oltre il 95% della massa totale risulta non barionica, cioè costituita da materia oscura. In queste galassie sono rari gli eventi di esplosioni di supernova registrati, probabilmente per inadeguatezza della strumentazione disponibile.

Le misurazioni delle curve di rotazione indicano che vi è un rapporto massa/luminosità estremamente elevato e ciò comporta che la quantità di stelle e di gas caldo rappresenta una porzione molto piccola della massa totale di queste galassie. La preponderanza della materia oscura appare distribuita in tutta la galassia, anche nelle porzioni centrali dove invece nelle normali galassie a spirale vi è abbondanza di stelle. Altra caratteristica è la relativa rarità della presenza di una barra centrale.
Le galassie a bassa luminosità superficiale appaiono generalmente isolate (galassie di campo) soprattutto a scale inferiori a ~ 2 Mpc; pertanto, anche a causa di sporadiche o del tutto assenti interazioni mareali e/o fusioni con altre galassie, sono andate incontro a scarsi fenomeni di formazione stellare che spiega il ridotto numero di stelle residenti.

Peraltro le galassie LSB potrebbero rappresentare una tappa nella evoluzione delle galassie. I dati disponibili suggeriscono che una galassia come la Grande Nube di Magellano si è trasformata circa 4 miliardi anni fa da galassia LSB nell'attuale galassia irregolare magellanica. Questi cambiamenti morfologici possono essere stati favoriti da precedenti interazioni mareali o per la cattura di grandi nubi di gas intergalattico.

## Alcune galassie a bassa luminosità superficiale
| Galassia                       | Tipo    | Nome alternativo                  | Costellazione      | RA            | DEC          | Distanza (milioni a.l.) | Note   | Immagine |
| ------------------------------ | ------- | --------------------------------- | ------------------ | ------------- | ------------ | ----------------------- | ------ | -------- |
| Andromeda V                    | dSph    | PGC 3097824                       | Andromeda          | 01h 10m 17.1s | +47° 37′ 41″ | 2,52                    | x      |          |
| Eridano II                     | dSph    | DES J0344.3-4331                  | Eridano            | 03h 44m 18.0s | -43° 31′ 00″ | 1,2                     |        |          |
| IC 10                          | IBm     | UGC 192, PGC 1305                 | Cassiopea          | 00h 20m 23.1s | +59° 17′ 34″ | 2,1                     |        |          |
| Malin 1                        | SB0a    | PGC 42102                         | Chioma di Berenice | 12h 36m 59.3s | +14° 19′ 49″ | 1190                    |        |          |
| Malin 2                        | Sd/p    | PGC 86622                         | Leone              | 10h 39m 52.5s | +20° 50′ 49″ | 612                     |        |          |
| Nana della Fenice              | IAm     | PGC 6830, ESO 245-G7              | Fenice             | 01h 51m 06.3s | -44° 26′ 41″ | 1,44                    |        |          |
| Nana Irregolare del Sagittario | IB(s)mV | PGC 63287, ESO 594-G4             | Sagittario         | 19h 29m 59.0s | -17° 40′ 41″ | 3,39                    |        |          |
| Nana sferoidale di Pegaso      | dSph    | Andromeda VI                      | Pegaso             | 23h 51m 46.3s | +24° 34′ 57″ | 3,1                     |        |          |
| NGC 45                         | SA(s)dm | UGCA 4, PGC 930                   | Balena             | 00h 14m 04.0s | -23° 10′ 55″ | 21,6                    |        |          |
| NGC 4411A                      | Sc(dSc) | IC 3339, UGC 7537, PGC 40695      | Vergine            | 12h 26m 30.1s | +08° 52′ 20″ | 60                      |        |          |
| NGC 4411B                      | Sc(dSc) | UGC 7546, PGC 40745, MCG+02-32-55 | Vergine            | 12h 26m 47.2s | +08° 53′ 05″ | 59                      |        |          |
| Sestante A                     | IBm     | UGCA 205, PGC 29653               | Sestante           | 10h 11m 00.8s | -04° 41′ 34″ | 4,31                    |        |          |
| Sestante B                     | ImIV-V  | UGC 5373, PGC 28913               | Sestante           | 10h 00m 00.1s | +05° 19′ 56″ | 4,44                    |        |          |
| UGC 477                        | Sdm     | PGC 2699, MCG+03-03-02            | Pesci              | 00h 46m 13.1s | +19° 29′ 24″ | 123                     |        |          |
| UGC 1230                       | Sdm     | PGC 6451, MCG+04-05-05            | Pesci              | 01h 45m 32.5s | +25° 31′ 16″ | 158                     |        |          |
| UGC 1382                       | Sc      | PGC 7090, MCG+00-05-48            | Balena             | 01h 54m 41.0s | -00° 08′ 36″ | 242                     | [ 15 ] |          |
| UGC 6614                       | SA(r)a  | PGC 36122                         | Leone              | 11h 39m 14.9s | +17° 08′ 37″ | 294                     |        |          |
| UGC 9024                       | S       | PGC 50334                         | Boote              | 14h 06m 40.5s | +22° 04′ 12″ | 113                     |        |          |
| Wolf-Lundmark-Melotte          | IB(s)m  | UGCA 444, PGC 143                 | Balena             | 00h 01m 58.1s | -15° 27′ 39″ | 3,04                    |        |          |